# Pseudozarba plumbicilia
Pseudozarba plumbicilia là một loài bướm đêm trong họ Noctuidae.